# Progression thématique
En grammaire du discours, la progression thématique d'un texte est l'évolution de la répartition de l'information en thème et rhème (aussi dit propos).
On distingue trois types de progression thématique
- La progression à thème constant, privilégiée par les narrations, où un même personnage effectue diverses actions (les thèmes sont en gras). Elle garde le même sujet tout au long de la progression comme dans ce passage des Misérables de Victor Hugo :

« Jean Valjean sortit de la ville comme s'il s'échappait. Il se mit à marcher [...]. Il erra ainsi toute la matinée [...]. Il se sentait une sorte de colère ; il ne savait contre qui. »

Autrement dit, le même thème apparaît dans des phrases successives avec des rhèmes différents.
- la progression linéaire simple, privilégiée dans l'argumentation. Chaque propos d'une phrase est repris comme thème dans la suivante. Par exemple, dans ce conte africain anonyme Les fourmis noires et les termites rouges, chaque animal a peur (thème) et provoque un événement (propos) qui fait peur à l'animal suivant :

« Le singe entend les cris, il a peur, il se sauve et fait tomber un gros fruit. Le fruit tombe sur le dos d'un bœuf qui s'enfuit et fait peur à un troupeau d'éléphants. Les éléphants se sauvent et écrasent des milliards de millions de fourmis. »

- la progression à thèmes dérivés, qui s'organise à partir d'un hyperthème, elle dérive d'un thème pour privilégier souvent un paysage ou un événement dont les thèmes de chaque phrase représentent un élément particulier. Autrement dit, le thème principal est subdivisé en thèmes secondaires. Cette progression est privilégiée dans les descriptions, comme celle-ci de Stendhal :

« Deux parties de billard étaient en train de se jouer. Les garçons ciraient les pointes ; les 
joueurs couraient autour des billards encombrés de spectateurs. Des flots de fumée de tabac, s'élançant de la bouche de tous et de chacun, les enveloppaient d'un nuage noir. »

## Sources
- Martin Riegel, Jean-Christophe Pellat, René Rioul, Grammaire méthodique du français, Paris, Presses universitaires de France, coll. « Linguistique nouvelle », 1999, 5e éd., XXIII-646 p., 23 cm (ISBN 2-13-050249-0, BNF 43762452)